# Xuyên Mộc (xã)
Xuyên Mộc là một xã thuộc Thành phố Hồ Chí Minh, Việt Nam.

## Địa lý
Xã Xuyên Mộc nằm ở trung tâm huyện Xuyên Mộc, có vị trí địa lý:
- Phía đông giáp xã Bông Trang
- Phía tây giáp xã Phước Tân
- Phía nam giáp thị trấn Phước Bửu
- Phía bắc giáp xã Hòa Hội.

Xã có diện tích 18,07 km², dân số năm 1999 là 9.804 người, mật độ dân số đạt 543 người/km².

## Hành chính
Xã Xuyên Mộc được chia thành 8 ấp: Nhân Đức, Nhân Hòa, Nhân Nghĩa, Nhân Tâm, Nhân Thuận, Nhân Tiến (trung tâm hành chính xã), Nhân Trí và Nhân Trung.